# Federazione Italiana Pallavolo
Federazione Italiana Pallavolo är ett specialidrottsförbund för volleyboll, beachvolleyboll och sittande volleyboll i Italien. Det är en underorganisation till Italiens olympiska kommitté. Volleyboll är en stor sport i Italien. Förbundet har omkring 200 000 medlemmar (volleybollspelare) och det uppskattas att omkring 3 000 000 italienare spelar volleyboll någon gång under året.
Organisationen föregicks av Federazione Italiana Palla a Volo som bildades 1929 och var en del av fascisternas Opera nazionale del dopolavoro (OND). Denna organiserade 1933 de första italienska mästerskapen i volleyboll.. Efter att OND blivit upplöst grundades det nuvarande förbundet den 31 mars 1946. Förbundet blev en del av olympiska kommittén 1947. De första av förbundet organiserade italienska mästerskapen genomfördes 1946 i volleyboll och 1994 i beachvolleyboll
Förbundet organiserar de landslag som finns, d.v.s. U17, U19, U20, U21, U23 och seniorlandslagen (herr & dam). Det har också laget Club Italia som är ett lag för talangfulla ungdomar och som spelar i seriesystemet för seniorer. 

## Italiens seriesystem i volleyboll
Förbundet organiserar också det italienska seriesystemet i volleyboll. Generellt för serierna (oavsett kön) gäller att det finns fyra typer av serie på nationell och regionnivå, A, B, C och D, där A är de högsta serierna och D de lägsta. De olika nivåerna har sina egna organisationer, där t.ex. A-serierna organiseras av Lega Pallavolo Serie A (herrar) och Lega Pallavolo Serie A femminile (damer). Serierna på A-nivå (A1 och A2 för damer, Superlega, A2 och A3 för herrar) består av en enda serie per nivå. Serierna på B-nivå (B1 och B2 för damer, B för herrar) organiseras av Lega Nazionale Pallavolo och består av flera serier på samma nivå. De har också regler för att främja användandet av yngre spelare. Serierna på C- och D-nivå följer, med några få undantag, samma indelning som Italiens regioner, medan serie på lägre nivå är organiserade efter Italiens provinser. Förutom serierna organiserar förbundet också italienska cupen (Coppa Italia, damer och herrar) och supercupen (Supercoppa italiana, damer och herrar).